# うらみちお兄さん
『うらみちお兄さん』（うらみちおにいさん）は、久世岳による日本のWeb漫画作品。Pixivコミック内のウェブコミック配信サイト『comic POOL』にて2017年5月12日より連載中。架空の子供向け教育番組「ママンとトゥギャザー」に出演する、31歳の体操のお兄さん・表田裏道および番組に関わる人物の世知辛くも生々しい日常を描くブラック系ギャグ漫画。
2017年2月9日に作者の久世のTwitterにて『うらみちお兄さん』の漫画が投稿された。同時期にcomic POOLの担当と新連載についての話が進んでおり、その中で本作の連載が決定。同年5月より連載が開始された。
第3回「次にくるマンガ大賞」の『Webマンガ部門』第1位、2017年度の「WEBマンガ総選挙」の『インディーズ部門』第1位受賞。2021年5月時点で電子版を含めたコミックス累計発行部数は150万部を突破している。

## あらすじ
MHKの教育番組『ママンとトゥギャザー』の体操のお兄さん、表田裏道（通称・うらみちお兄さん）は、子どもたちに笑顔を振りまく優しいお兄さんだが、しんどい、辛い、何もしたくないといった大人の社会に対する暗澹とした「裏の顔」が時々垣間見えてしまう。
番組自体や番組の出演者、スタッフも揃ってどこかずれていたり濃かったり、達観していたりする者が多い中、裏道は不安定ながらも日常を送っていく。

## 登場キャラクター
声は単行本発売記念PV・テレビアニメの声優。

### 『ママンとトゥギャザー』出演者
表田裏道（おもた うらみち）
声 - 神谷浩史
本作の主人公。『ママンとトゥギャザー』に出演する「体操のお兄さん」で、通称・うらみちお兄さん。31歳、身長175cm、AB型、独身。元体操選手、喫煙者で酒好き、寒さにも強い。好きな食べ物はへしこ、趣味は筋トレ。
外見は爽やかな筋肉質のイケメンで、出演の子供たちにも親切に接する（自身曰く、子供たちの信頼で成り立っている仕事）。一方で社会にメンタルをやられた様子で裏表が激しく精神不安定な面があり、暴言を吐いたりネガティブな発言をしたり、子供の前でやんわりと大人の世界の闇を暴いたりする根暗い性格である。一人考え事をしていると自己嫌悪に陥ることもあり、就寝も睡眠導入剤などを用いないとまともに寝付けないほど。描いた絵は子供に気持ち悪いと言われることが多いが、なぜか高尚な人には受けが良い。
体育大学時代は全国大会の個人種目で1位となるエースだったが、選手になった後に怪我により引退を余儀なくされた。
幼少期は練習をサボるたびに厳格な父親にマットに投げられて育っており、裏道の妹は16歳の時に父親から逃げるように出て行った。大学時代の冬休みには一度も実家に帰らず体操の練習をするストイックさもあり兎原や熊谷からは「体操しかない不器用な人」という印象を抱かれてきた。良くも悪くも調子乗りな兎原には厳しい態度で接するが、礼儀正しく誰よりも常識人な熊谷には二人で食事に行くなど親しく接する。
蛇賀池照（だが いけてる）
声 - 宮野真守
『ママンとトゥギャザー』に出演する「歌のお兄さん」で、通称・いけてるお兄さん。27歳、身長184cm、O型。タバコを吸えない体質で、酒にも弱い。音大卒で元ミュージカル俳優。ルックスの良い長身イケメンで美声の持ち主だが、天然で周囲の空気を読めない性格である。他の出演者の控え室に入る時はいつもノックをしない。
役者モードに入ると全力で役に入り込むほどの真面目になるが、普段はなぜかいつもおにぎりのことを考えており、ハサミもうまく使えず、アナログ時計すら読めない。レベルの低い下ネタが好きで、「チンダル現象」「チンアナゴ」「チンニング」「賃上げ」「沈降現象」「トンチンカン」など「チン」がついた言葉を聞くと制御不能に陥り、笑ってしまう。絵を描くことは上手だが、裏道の描いた絵の方が好きという。
音楽一家に育ち、学校行事にはあまり参加していなかった。
かなりピュアな心根の持ち主でいまだにサンタクロースの存在を信じている。
家では大型犬の小百合（声 - 定岡小百合、矢作紗友里（子犬））を飼っているが、こちらも池照と同様におにぎりのことをよく考えており、「チン」のついた言葉を聞くたびに笑うように鳴き声を発する。
多田野詩乃（ただの うたの）
声 - 水樹奈々
本作のヒロイン。『ママンとトゥギャザー』に出演する「歌のお姉さん」で、通称・うたのお姉さん。32歳、身長162cm、A型。喫煙経験があるが禁煙中。酒が好きで、打ち上げなど酒の席がある場合は率先して参加する。有名音大の卒業生だが、前は売れないアイドル歌手、ものまね演歌歌手、ナイトクラブのジャズ歌手などと職を転々した。演歌歌手時代の芸名は追出やす子（おいで やすこ）。
売れない漫才コンビ「門真アミーゴ」でボケ担当のお笑い芸人の彼氏・須胡井宙太（すごい ちゅうた）と同棲6年目で、結婚願望が強く、それらの話題に対して重い返しをする。裏道と池照の本性をよく知っており、自身も時折キャラを作って悪乗りする場合がある。
兎原跳吉（うさはら とびきち）
声 - 杉田智和
「ウサオ君」の着ぐるみを着る人物。また、小鳥さんのパペットを操り、同番組内の「人生相談」コーナーに裏道の友達として出演することもある。京都府出身の28歳、身長182cm、O型、独身。タバコが嫌い。実家が酒屋で本人も酒が好きだが下戸。裏道の大学の後輩で、先輩である裏道に余計なちょっかいを掛けることが多いため八つ当たりされるが、押しかけ気味に裏道の自宅に遊びに来るぐらいには人付き合いが良い。大学時代は陸上部所属で走高跳をやった。外向的でいい人だが、女子局員の間では評判が芳しくない。パチンコや麻雀が好きで、お金に余裕がない様子である。
単行本第1巻収録の書き下ろしエピソードまで顔が伏せられていた。
熊谷みつ夫（くまたに みつお）
声 - 中村悠一
「クマオ君」の着ぐるみを着る人物。福井県出身の28歳、身長176cm、A型。タバコはやめた。酒に強い。実家は料理屋で祖父が漁師、父親が板前という魚に関係する家庭で育ち、自身も釣りを趣味にしている。裏道の大学の後輩で、大学時代は兎原の寮の同居人でもあり、弓道部所属。「頑張る事がかっこ悪い」という、世間に対する反発心から不良となり、実家にいた頃は喧嘩に明け暮れてはその度に親が呼び出しを食らっていた。その影響もあって弟以外の家族とは仲が悪く、今でも人との付き合いが苦手で普段は無表情だが、猫が好きなようで猫の前では笑顔を見せる。また、寮にいた野良猫のため雨避けを一人で作るなど器用な一面も持っている。18歳の時に出会った池照のことに詳しく、彼と親しい様子である。裏道のことは最初苦手だったが、現在は映画のDVDを貸すほどの仲になり、裏道も出演メンバーでは熊谷と最も親しい態度で接している。過去の職場でパワハラした上司を殴って解雇された経験が（兎原と裏道曰く二回も）ある。
「自分は特別優しくも厳しくもない」と自己分析しているが、良くも悪くも無自覚に行動しているためで、周囲に対して自然と気を遣ったり先回りしてフォローする優しさを持つ視野の広さを持つ一方、苦手な魚の調理を克服したいという弟のため問答無用で魚を捌かせて、無理矢理克服させる厳しさも持っている。
兎原同様、単行本第1巻収録の書き下ろしエピソードまで顔が伏せられていた。

### 『ママンとトゥギャザー』スタッフ
出木田適人（でれきだ てきと）
声 - 堀内賢雄
ディレクター。45歳。調子のいい適当な性格であるため、過酷な環境でも出演者に室外ロケをやらせたりと、気分しだいで出演者やスタッフを振りまわす行動が多い。猛暑の中で冬をテーマとした曲のMVを撮影を行い、出演者からの不満も意に介さない態度だったが、激怒した熊谷からクマオの着ぐるみを着せられ、撮影を強制的に中止させられた。以降も適当な仕事ぶりで出演者やスタッフから嫌われているが、熊谷の反乱があってからは彼を恐れるようになった。
カッペリーニ降漬（カッペリーニ ふりつけ）
声 - 中井和哉
振付師。年齢不詳。体格の整った化粧ばっちりのオネエで、女子局員とつるめるほど女子力が高い。兎原に興味があるが、当の本人からは嫌がられている。『ママンとトゥギャザー』のコンサート公演では指導に当たり、リハーサル段階で出演者が疲弊するほどの完璧さを求める。
風呂出油佐男（ふろで ゆさお）
声 - 三木眞一郎
プロデューサー。48歳。色黒で顔がテカっている。池照に積極的にアプローチをする。
枝泥エディ（えでい エディ)
声 - 花江夏樹
アシスタントディレクター。26歳。
縁ノ下カヨ（えんのした カヨ）
声 - 髙橋ミナミ
アシスタントディレクター。20歳。
辺雨育子（へあめ いくこ）
声 - 佐藤利奈
ヘアメイク。32歳。
アモン
声 - 津田健次郎
演出家。身長173cm、42歳、A型。本名は田中トメ三郎。目元は前髪で隠れている。番組の企画案が思いつかない際は出演者に助けを求めたりしている。彼の手掛ける番組のコーナーでは、裏道のキャラクターの衣装のみ肌の露出高めの奇抜なものとなっている。

### 『ママンとトゥギャザー』登場キャラクター
ウサオ君（ウサオくん）
番組に出演するウサギの男の子。好きなものは良い子とニンジン。話す時に語尾に「ピョン」と付く。
クマオ君（クマオくん）
番組に出演するクマの男の子。好きなものは良い子とはちみつ。話す時に語尾に「クマ」と付く。
小鳥さん（ことりさん）
裏道の夢の中に出てくる謎の生物。鳥の嘴以外に人間の口もある。何故かフランスパンを持っていることが多い。後に裏道が『ママンとトゥギャザー』内で描いた絵を参考にして人形が作られ、番組コーナーのマスコットと化した。初出は本作と同じく久世の作品である『トリマニア』で、本作で立体化された。
ジョキンダー
池照が番組内で扮するキャラクターの1つ。子供たちに手洗いの大切さを教える正義の戦士。武器は除菌シャボン。
バイキンダー
裏道が番組内で扮するキャラクターの1つ。ジョキンダーの敵。コバイキンという分身がおり、一つ一つに自我がある。
かみてるくん
池照が番組内で扮するキャラクターの1つ。カミキリムシに由来するキャラクターで、図工のコーナーでハサミを担当する。
うらみのくん
裏道が番組内で扮するキャラクターの1つ。ミノムシに由来するキャラクターで、図工のコーナーで短冊を担当する。
もみじ
詩乃が番組内のコーナー「しのびのやくみ」で扮するキャラクターの1つ。名前はもみじおろしに由来する。くノ一。
葱之助（ねぎのすけ）
池照が番組内のコーナー「しのびのやくみ」で扮するキャラクターの1つ。名前はネギに由来する。忍者。
ショガ蔵（ショガぞう）
クマオ君が番組内のコーナー「しのびのやくみ」で扮するキャラクターの1つ。名前はショウガに由来する。
ミョガ丸（ミョガまる）
ウサオ君が番組内のコーナー「しのびのやくみ」で扮するキャラクターの1つ。名前はミョウガに由来する。
シソの神（シソのかみ）
裏道が番組内のコーナー「しのびのやくみ」で扮するキャラクターの1つ。台風でダメになったシソの怨念から生まれた神である。
右左マン（みぎひだりマン）
裏道が番組内のコーナー「交通☆安全 右左マン」で扮するキャラクターの1つ。交通標識や交通信号機などが入る派手な衣装を着る。
ミス・ニーハオ
詩乃が番組内のコーナー「全力あいさつ こんにちは隊」で扮するキャラクターの1つ。チャイナドレスを着る女の子。
ミスター・オーラ
池照が番組内のコーナー「全力あいさつ こんにちは隊」で扮するキャラクターの1つ。闘牛士。
ナマステ・ベアー
クマオ君が番組内のコーナー「全力あいさつ こんにちは隊」で扮するキャラクターの1つ。頭にターバンを巻く。
ハロー・ラビット
ウサオ君が番組内のコーナー「全力あいさつ こんにちは隊」で扮するキャラクターの1つ。アメリカ風の紳士。
ボンジュールマン
裏道が番組内のコーナー「全力あいさつ こんにちは隊」で扮するキャラクターの1つ。保存袋を付け忘れられたフランスパンの怨念から生まれた神であり、たくさんのマカロンに飾られる。

### MHK関係者
木角 半兵衛（きかく はんべえ）
声 - 木村良平
同放送局の販売企画部の社員。24歳。髪の毛が長く、ピアスを多く開けている。常に笑顔を絶やさないが精神は裏道以上に不安定で、癇癪を起こすと怒鳴ったり衝動的になったりする。裏道は彼のことを怖いと思う同時に、分かり合える人かもしれないと心の扉を開こうとするも、直後の木角の怒鳴るなどの言動により心の扉を閉ざすのを繰り返している。元はバンドマンで恋人がいた。布角は知り合い。
上武 裁人（うえぶ さいと）
声 - 鈴村健一
同放送局のデジタル企画部の社員。24歳。メガネをかけている地味な男性。メガネを外すとイケメンだが、オタクで2次元にしか興味が無い。木角とは同期。黒髪ストレートが好みらしい。
間我 仁（まが じん）
同放送局のはっぴー編集部の社員。27歳、身長179cm、B型。第64話で木角の会話でシルエットで登場。木角曰く「有名な大手少年誌の編集者だったが、妥協できない性格で担当した作家を怒らせてはクビになり、会社と編集部を転々としている問題児」とのこと。
単行本8巻の描き下ろしで容姿が露になった。書店で初めて裏道に会った時は、裏道が木角から聞いていた話とは違って礼儀正しい振る舞いをしていた。自分より身体の大きな相手でも余裕で倒せる程ケンカが強い。実は福井県出身で熊谷の後輩であり、それまで一度もケンカした事が無く一から鍛えてもらった為に熊谷を尊敬している。

### その他のキャラクター
蛇賀眩衣（だが まぶい）
声 - 日笠陽子
池照と同居している姉。美人の音楽家でバイオリン講師。32歳。詩乃とは同じ大学に通っており、実際に顔見知り。池照と同様におにぎりのことをよく考えている。姉弟揃って絶対音感を持っているようで、その事で池照と喧嘩になる事もしばしば。
猫田又彦（ねこた またひこ）
声 - 小野大輔
バー「CAT KICK」の店長。高知県出身の28歳、身長181cm、O型。裏道の大学の後輩。大学時代は兎原と熊谷の寮の同居人であったが、彼女と同棲するために寮を出た。ちなみにその後、裏道が入れ替わる形で同じ寮に入った。2回の離婚歴があり、2人分の養育費を支払っている。
買い出しに立ち寄ったスーパーで偶然裏道に会い、半ば無理矢理バーに連れて行く。初対面でいきなり合コンに誘ってくる彼に裏道は苦手意識を持っていたが、彼の出身地である高知での遊び「べく杯」をしているうちに打ち解け、時々飲みに行くほど仲良くなった。
熊谷はち太（くまたに はちた）
声 - 依田菜津
みつ夫の弟。身長173cm、23歳、O型。福井県から上京したばかり。みつ夫とは対照的に臆病な性格。初対面にもかかわらず、裏道の心がやられたことを見抜いた。料理（特に魚を捌く事）が苦手で、修行先の和食料理店を1度クビにされるが、みつ夫の指導のお陰で克服できたため再度修行している。
獅子戸たま子（ししど たまこ）
猫田の1人目の妻の子供。子供とは思えない大人びた発言をする。猫田の事は2人目の妻との浮気が原因で離婚したため、ゴミクズ同然と思っている。
虎井又太郎（とらい またたろう）
猫田の2人目の妻の子供。たま子とは対照的に子供らしい言動をする。
布隅冬作（ぬすみ とうさく）
木角の知り合い（上武は友達と言っているが本人は否定している）。24歳、身長190cm、B型。裏道の描いた「鳥さん」を盗作、グッズを作成しインターネットで無断販売していた張本人。額と首にタトゥーを入れている。
その後はち太と遭遇し、マリトッツォをご馳走している。
門真アミーゴ
声 - 天﨑滉平（須胡井宙太）、下鶴直幸（土井柴雄）
ボケ担当の須胡井宙太（すごいちゅうた）と、ツッコミ担当の土井柴雄（どいしばお）の二人で活動している売れない漫才コンビ。宙太は詩乃と同棲6年目で、尻に敷かれている。
作者である久世岳が執筆しているマンガ『ニラメッコ』では主要人物となっている。

## 書誌情報
- 久世岳 『うらみちお兄さん』 一迅社、既刊11巻（2025年5月30日現在）
  1. 2017年9月27日発売[15]、ISBN 978-4-7580-1575-2
  2. 2018年4月27日発売[16]、ISBN 978-4-7580-1597-4
  3. 2019年1月29日発売[17]、ISBN 978-4-7580-1628-5
  4. 2019年10月29日発売[18]、ISBN 978-4-7580-1666-7
  5. 2020年5月29日発売[19][20]、ISBN 978-4-7580-1693-3 / ISBN 978-4-7580-1694-0（ドラマCD付き特装版[21]）
  6. 2021年6月21日発売[22][23]、ISBN 978-4-7580-1722-0 / ISBN 978-4-7580-1723-7（小冊子付き特装版）
  7. 2022年1月28日発売[24]、ISBN 978-4-7580-1756-5
  8. 2022年10月19日発売[25][26]、ISBN 978-4-7580-1778-7 / ISBN 978-4-7580-1779-4（ドラマCD付き特装版）
  9. 2023年7月21日発売[27]、ISBN 978-4-7580-1825-8
  10. 2024年7月31日発売[28][29]、ISBN 978-4-7580-1901-9 / ISBN 978-4-7580-1902-6（ドラマCD付き特装版）
  11. 2025年5月30日発売[30]、ISBN 978-4-7580-1994-1

## テレビアニメ
2021年7月から9月までテレビ東京ほかにて放送された。
2019年10月25日に製作が発表され、同年12月28日に東京国際展示場で開催された同人誌即売会『コミックマーケット 97』の一迅社ブースではウサオ君とクマオ君の着ぐるみが登場するというプロモーションが行われた。発表当初は2020年の放送を予定していたが、制作上の都合で翌年に延期された。

### スタッフ
- 原作・監修 - 久世岳[12]
- 監督 - 長山延好[12]
- チーフディレクター - 渋谷亮介
- シリーズ構成 - 待田堂子[12]
- キャラクターデザイン - 髙橋瑞紀[12]、柴田裕介
- プロップデザイン - 佐藤玲子
- 美術監督 - 林雅巳
- 色彩設計 - 田中英里那
- 撮影監督 - 德田千明
- 編集 - 岡祐司
- 3Dディレクター - 後藤雅人
- 音響監督 - 小泉紀介[12]
- 音響制作 - ビットグルーヴプロモーション
- 音楽 - 羽岡佳[12]
- 音楽プロデューサー - 高橋きさら
- 音楽制作 - キングレコード
- プロデューサー - 高橋きさら、神宮司剛史
- アニメーションプロデューサー - 江里口武志
- アニメーション制作 - スタジオブラン[12]
- 製作 - 「うらみちお兄さん」製作委員会

### 主題歌
特記ない限り、作詞は久世岳、作曲・編曲は菊谷知樹が担当。

#### オープニング・エンディング
「ABC体操」
いけてるお兄さん（宮野真守）とうたのお姉さん（水樹奈々）によるオープニングテーマ。
「Dream on」
宮野真守によるエンディングテーマ。作詞・作曲・編曲はSTY。

#### 劇中歌・挿入歌
「傘持ってないときに限って雨降るのなんで」
うたのお姉さん（水樹奈々）による第2話劇中歌。
「得手不得手」
いけてるお兄さん（宮野真守）、うたのお姉さん（水樹奈々）による第5話劇中歌。
「猫が何もない空間を見てる」
うたのお姉さん（水樹奈々）による第5話劇中歌。
「どうせそんな人生」
うらみちお兄さん（神谷浩史）による第5話挿入歌。
「袖かと思ったら襟ぐり」
子どもたちによる第6話劇中歌。作詞・作曲・編曲の表記はなし。
「浪花の恋のペアルック」
多田野詩乃（水樹奈々）による第6話劇中歌。
追出やす子（水樹奈々）による第12話劇中歌。
「エンドレス猛暑」
いけてるお兄さん（宮野真守）、うたのお姉さん（水樹奈々）による第10話劇中歌。
「極寒スパイラル」
いけてるお兄さん（宮野真守）、うたのお姉さん（水樹奈々）による第10話劇中歌。
「試食でめっちゃ美味しかったパン買って帰ると普通なのなんで」
いけてるお兄さん（宮野真守）、うたのお姉さん（水樹奈々）による第11話劇中歌。

### 各話リスト
| 話数   | サブタイトル                    | 脚本     | 絵コンテ                                | 演出                                    | 作画監督                                       | 総作画監督                 | 初放送日      |
| ------ | ------------------------------- | -------- | --------------------------------------- | --------------------------------------- | ---------------------------------------------- | -------------------------- | ------------- |
| 第1話  | うらみちお兄さん                | 待田堂子 | 長山延好                                | 渋谷亮介                                | 中山和子 小山菜穂 櫻井拓郎 Synod               | 中山和子                   | 2021年 7月6日 |
| 第2話  | 先輩と後輩                      | 待田堂子 | 斎藤昭裕                                | 髙橋英俊                                | 光の園・アニメーション 明光 Synod              | 中山和子                   | 7月13日       |
| 第3話  | 手洗いうがいは大切に            | 森江美咲 | 柴田裕介                                | 柴田裕介                                | 林可爲 櫻井拓郎 Synod EverGreeen               | 中山和子                   | 7月20日       |
| 第4話  | エンドレス猛暑                  | 上原莉恵 | 渋谷亮介                                | 渋谷亮介 青木香奈枝 渡真利晃喜 石栗和弥 | 田中有紗 Synod                                 | 中山和子                   | 7月27日       |
| 第5話  | この公演が終わったら            | 待田堂子 | 長山延好 石栗和弥 青木香奈枝 渡真利晃喜 | 柴田裕介 石栗和弥 青木香奈枝 渡真利晃喜 | 長友望巳 Synod 光の園・アニメーション          | 中山和子 長友望巳          | 8月3日        |
| 第6話  | 思い出せない例のあれ            | 上原莉恵 | 斎藤昭裕                                | 渡真利晃喜 石栗和弥                     | 光の園・アニメーション 神龍 EverGreeen         | 中山和子                   | 8月10日       |
| 第7話  | 一人でできるもん                | 森江美咲 | 柴田裕介 渡真利晃喜 青木香奈枝 石栗和弥 | 柴田裕介 渡真利晃喜 青木香奈枝 石栗和弥 | Synod 光の園・アニメーション                   | 柴田裕介                   | 8月17日       |
| 第8話  | 忖度と良心                      | 森江美咲 | 吉田泰三                                | 渡真利晃喜 青木香奈枝                   | 露木愛里 藤田和行 Synod                        | 中山和子 露木愛里          | 8月24日       |
| 第9話  | 最近の若い子                    | 上原莉恵 | 吉田泰三                                | 青木香奈枝 石栗和弥 渡真利晃喜 山本隆太 | 藤田和行 林可爲 Synod                          | 中山和子 露木愛里          | 8月31日       |
| 第10話 | 極寒スパイラル                  | 上原莉恵 | 渋谷亮介 渡真利晃喜 青木香奈枝 石栗和弥 | 渋谷亮介 青木香奈枝 石栗和弥            | 光の園・アニメーション 神龍                    | 中山和子 露木愛里          | 9月7日        |
| 第11話 | 運命の出会い                    | 待田堂子 | 久慈悟郎                                | 村上貴之                                | 藤田和行 Synod 光の園・アニメーション          | 中山和子 露木愛里          | 9月14日       |
| 第12話 | 不器用な笑顔                    | 森江美咲 | 柴田裕介 渡真利晃喜 青木香奈枝 石栗和弥 | 渡真利晃喜 青木香奈枝 石栗和弥          | Synod 光の園・アニメーション 神龍 セブンシーズ | 柴田裕介 中山和子 露木愛里 | 9月21日       |
| 第13話 | Forever『ママンとトゥギャザー』 | 待田堂子 | 柴田裕介 渡真利晃喜 青木香奈枝 石栗和弥 | 柴田裕介 渡真利晃喜 青木香奈枝 石栗和弥 | たかはしなぎさ Synod                           | 中山和子 露木愛里          | 9月28日       |

### 放送局
| 放送期間                | 放送時間                     | 放送局       | 対象地域   | 備考                                                   |
| ----------------------- | ---------------------------- | ------------ | ---------- | ------------------------------------------------------ |
| 2021年7月6日 - 9月28日  | 火曜 1:30 - 2:00（月曜深夜） | テレビ東京   | 関東広域圏 |                                                        |
| 2021年7月7日 - 9月29日  | 水曜 1:00 - 1:30（火曜深夜） | BS11         | 日本全域   | BS放送 / 『ANIME+』枠                                  |
| 2021年7月8日 - 9月30日  | 木曜 0:00 - 0:30（水曜深夜） | WOWOW        | 日本全域   | 製作参加 / BS/CS放送 / 『アニメプライム』枠 / 無料放送 |
| 2021年7月9日 - 10月1日  | 金曜 1:50 - 2:20（木曜深夜） | 北海道テレビ | 北海道     |                                                        |
| 2021年7月10日 - 10月2日 | 土曜 22:30 - 23:00           | アニマックス | 日本全域   | BS/CS放送                                              |

| 配信開始日            | 配信時間                          | 配信サイト |
| --------------------- | --------------------------------- | --- |
| 2021年7月6日          | 火曜 0:00（月曜深夜）更新         | dアニメストア Hulu |
| 2021年7月13日         | 火曜 0:00 - 0:30（月曜深夜）      | ニコニコ生放送 |
| 2021年7月13日以降順次 | 火曜 0:00（月曜深夜）以降順次更新 | ABEMA Amazon Prime Video dTV FOD GYAO! Netflix バンダイチャンネル Paravi U-NEXT アニメ放題 TELASA J:COMオンデマンド milplus auスマートパスプレミアム ひかりTV ビデオマーケット ふらっと動画 DMM.com GYAO!ストア クランクイン！ビデオ ニコニコチャンネル ムービーフルPlus HAPPY!動画 music.jp TSUTAYA TV YouTube MIRAIL Rakuten TV |

| テレビ東京 火曜 1:30 - 2:00（月曜深夜） | テレビ東京 火曜 1:30 - 2:00（月曜深夜） | テレビ東京 火曜 1:30 - 2:00（月曜深夜） |
| 前番組                                  | 番組名                                  | 次番組                                  |
| --------------------------------------- | --------------------------------------- | --------------------------------------- |
| フルーツバスケット The Final            | うらみちお兄さん                        | 境界戦機                                |

### BD
| 巻 | 発売日        | 収録話          | 規格品番   |
| -- | ------------- | --------------- | ---------- |
| 1  | 2021年9月1日  | 第1話 - 第3話   | KIZX-481/2 |
| 2  | 2021年10月6日 | 第4話 - 第6話   | KIZX-483/4 |
| 3  | 2021年11月3日 | 第7話 - 第9話   | KIZX-485/6 |
| 4  | 2021年12月1日 | 第10話 - 第13話 | KIZX-487/8 |

## ゲーム
三国志大戦
セガのアーケードゲーム。2020年10月28日より、本作の裏道をモデルにした諸葛恪が登場する。声はアニメ版と同じく神谷浩史が担当。
REALIVE!〜帝都神楽舞隊〜
GMOライブゲームスのスマートフォンゲーム。2021年9月13日より9月20日まで、コラボイベントが行われた。

## タイアップ
叡山電鉄
2022年8月6日から2023年3月26日まで、デオ720形電車を使用したラッピング車両の運行、コラボポスターの掲出などのイベントを実施。